# Marcin Zaborowski
Marcin Zaborowski (ur. 27 kwietnia 1965 w Poznaniu) – polski politolog, były wiceprezes Center for European Policy Analysis (CEPA),  dyrektor Polskiego Instytutu Spraw Międzynarodowych (2010-2015), redaktor naczelny pisma Res Publica Nowa (2020-2023).

## Życiorys
W 1993 roku ukończył studia na Wydziale Filologii Polskiej Uniwersytetu Adama Mickiewicza w Poznaniu, a następnie Krajową Szkołę Administracji Publicznej (1995 r.). W 1996 uzyskał tytuł magistra (MA) na Wydziale Studiów Międzynarodowych Uniwersytetu w Birmingham. W 2001 otrzymał stopień doktora również na Uniwersytecie w Birmingham. Jego rozprawa doktorska dotyczyła stosunków polsko-niemieckich w kontekście europejskim.
W 1995 był asystentem podsekretarza stanu w Ministerstwie Przekształceń Własnościowych, a następnie uzyskał stypendium Chevening nadane przez Ministerstwo Spraw Zagranicznych i Wspólnoty Brytyjskiej Zjednoczonego Królestwa. W latach 2000–2001 pracownik naukowy w Centrum Badań nad Rosją i Europą Wschodnią na Uniwersytecie w Birmingham, a do 2005 – wykładowca na Wydziale Stosunków Międzynarodowych na Aston University w Birmingham. Jednocześnie pełnił funkcję dyrektora programu transatlantyckiego w Centrum Stosunków Międzynarodowych w Warszawie. W 2005 roku podjął pracę w European Union Institute for Security Studies (EUISS) w Paryżu jako kierownik programu transatlantyckiego.
19 lipca 2010 otrzymał nominację na stanowisko dyrektora Polskiego Instytutu Spraw Międzynarodowych, które sprawował do lipca 2015. Od sierpnia 2015 do grudnia 2016 wiceprezes Center for European Policy Analysis (CEPA). Członek rady Slovak Atlantic Comission (SAC).
Od 2016 pracował w ośrodku analiz i opinii Visegrad Insight. W lutym 2020 został redaktorem naczelnym pisma Res Publica Nowa.

## Ważniejsze publikacje

### Monografie
- Bush’s Legacy and America’s Next Foreign Policy (EUISS Chaillot Paper, wrzesień 2008)
- (z Kerry Longhurst) The New Atlanticist: Poland’s Foreign and Security Priorities (Blackwells, 2007)
- Germany, Poland and Europe: Conflict, Cooperation and Europeanization (Manchester University Press, listopad 2004)

### Rozdziały w książkach
- 'Organizing a More Strategic US-EU Relationship’ w Shoulder to Shoulder. Forging a Strategic US-EU Partnership, Daniel Hamilton (eds) (Johns Hopkins University: Waszyngton DC, 2010)
- 'Capitalising on Obamamania: how to reform EU-US relations’ w The Obama Moment (EUISS, Paryż, 2009)
- ‘New Europe’ between the United States and ‘Old Europe’, w Just Another Major Crisis? The United States and Europe Since 2000, Geir Lundestad (Oxford University Press, 2008)
- US-China Relations: Running on Two Tracks’ w Facing China’s Rice: Guidelines for an EU Strategy, Chaillot Paper Numer 94 (EUISS, Paryż, December 2006).
- ‘Friends Reunited? Recalibrating Transatlantic Relations in the 21st Century’ we Friends Again? EU-US Relations After the Crisis (EUISS, Paryż, 2006)
- (z Kerry Longhurst) ‘The EU as a Security Policy Actor: The View from Poland’ w “The Future of ESDP after Enlargement”, Gisela Muller-Brandeck-Bocquet (ed) (Nomos, 2006)
- ‘Germany and the Eastern Enlargement of the EU: A Self-Interested Idealist?’ w Justifying Enlargement, H. Sjursen (Routledge 2006).
- ‘European Security after Kosovo’ in The World After Kosovo, A. Miszewska (ed) (CSM, Warszawa 2000).

### Artykuły w periodykach recenzowanych
- ‘How to renew transatlantic relations in the 21st century’, International Spectator, March 2011
- ‘Powiew optymizmu z Polski’, Polski Przegląd Dyplomatyczny, styczeń-marzec 2011
- (wspólnie z Kerry Longhurst), POLONIA, SEGURA DE SÍ MISMA, Foreign Policy en espagnol, Septiembre 2011
- (wspólnie z Kerry Longhurst), Keeping an Eye on the East: The Foreign Policy Priorities of the Central European Presidencies of the European Union, Center for European Policy Analysis, Issue Brief No. 118, March 2011
- ‘A Potentially Transformational Presidency: Obama’s First Year’, Quaderni di Relazioni Internazionali, numer 11, listopad 2009, s. 44–45
- ‘Dziedzictwo rewolucji Busha’, Nowa Europa, I (8)/2009, s. 18–45
- L’héritage de la révolution Bush’, Politique Étrangère, 3/2008, s. 519–532
- (z Jiri Sedivy) ‘Old Europe, New Europe and Transatlantic Relations’, European Security, tom 13 Jesień 2004
- (z Kerry Longhurst) ‘The Future of European Security’ European Security, tom 13 Zima 2004
- (z Kerry Longhurst) ‘America’s Protégé in the East? The Emergence of Poland as a Regional Leader’, International Affairs, październik 2003
- Poland and Transatlantic Relations in the Twenty-First Century’ Defence Studies, tom 2, numer 2, Lato 2002
- ‘Power, Security and the Past in Polish and German Enlargement Policies’, German Politics, sierpień 2002
- (z Kerry Longhurst i Vladimir Handl) Germany’s Security Policy Towards East Central Europe’, Perspectives 14, Lato 2000

## Ordery i odznaczenia
10 listopada 2014 został odznaczony Krzyżem kawalera Narodowego Orderu Legii Honorowej (Francja).